# Giuseppe Tominz
Giuseppe Tominz  (né le 6 juillet 1790 à Goritz, dans le comté princier de Goritz et Gradisca et mort le 24 avril 1866 à Gradišče nad Prvačino (aujourd'hui en Slovénie) est un peintre italien du XIXe siècle.

## Biographie
Giuseppe Tominz a fait sa scolarité à la Congrégation religieuse des piaristes et a commencé un apprentissage chez le peintre Carlo Kebar à  Goritz. En 1803, après le décès de sa mère et le nouveau mariage de son père, il quitte la propriété de la famille. En 1808, il rencontre lors d'une visite à Goritz l'archiduchesse Marie-Anne d'Autriche (1770-1809), sœur de l'empereur François Ier d'Autriche. Cette rencontre constitue un tournant de sa vie car l'archiduchesse le recommande alors au peintre influent, Domenico Conti Bazzani qui travaille comme professeur à l'Accademia di San Luca.
Après la mort subite de sa bienfaitrice, il trouve un nouveau mécène en la personne du comte Giuseppe della Torre di Valsassina qui lui permet de rester à Rome où il copie et restaure diverses œuvres d'art, tandis que de Bazzani l'introduit à l'Accademia di San Luca.
C'est à cette période qu'il réalise ses œuvres Venus et Cupidon (1812) et la Lectrice (1812).
À Rome Tominz se lie d'amitié avec le peintre Bartolomeo Pinelli
En 1816, il épouse Maria Ricci, la fille d'un employé de maison Bazzani.
En février 1818 naît son fils Augusto qui deviendra également peintre.
Après la mort de son professeur Bazzani, Tominz revint avec sa famille dans sa ville natale de Goritz, où il obtient des commandes de l'Archidiocèse de Goritz et des villes de Laibach et de Trieste. c'est de cette période que date le portrait du peintre Giuseppe Bernardino Bison (1830), qui était un ami de la famille Tominz.
En 1830 Tominz est à Trieste. La ville portuaire connaît à cette époque une forte croissance économique et Tominz réalise de nombreux portraits de la bourgeoisie
et après 1835 ceux des citoyens de la ville.
En 1848 Tominz retourne à Goritz, mais en raison de la révolution de 1848 peu de temps plus tard  se rend à Trieste où il demeure jusqu'en 1855.
Ensuite, il rejoint son frère Francesco à Gradiscutta une frazione de Goritz où il décédé le 24 avril 1866.

## Œuvres
De nombreuses œuvres de Tominz sont au Musée Revoltella à Trieste, aux Musées Provinciaux à Gorizia, ainsi qu'à la Narodna Galerija à Ljubljana.
- Venus et Cupidon, (1812).
- La lectrice, (1812).
- Autoportrait avec son frère Francesco, (1819), musées provinciaux, Gorizia.
- L'empereur François Ier d'Autriche, (1821), musées provinciaux, Gorizia.
- Autoportrait (1826), Narodna Galerija, Ljubljana.
- Portrait de Giuseppe Bernardino Bison, (1830), musée Revoltella, Trieste.
- L'empereur Ferdinand Ier d'Autriche, (1830), musées provinciaux, Gorizia.

## Sources
- (de) Cet article est partiellement ou en totalité issu de l’article de Wikipédia en allemand intitulé « Giuseppe Tominz » (voir la liste des auteurs).